# Quero (kanton)
Quero – kanton w prowincji Tungurahua, w Ekwadorze. Stolicą kantonu jest Quero.